# São Vicente (São Paulo)
São Vicente, oficialmente Estância Balneária de São Vicente, é um município brasileiro do estado de São Paulo e primeira cidade do Brasil. Pertencente à Região Metropolitana da Baixada Santista, sua população, no censo de 2022, era de 329 911 habitantes, sendo a terceira cidade mais populosa do litoral paulista, atrás apenas de Santos e Praia Grande. Sua área territorial é de 148,151 km², o que lhe confere uma densidade demográfica de 2 226,86 habitantes por km².
Foi fundada pelo militar e administrador colonial português Martim Afonso de Sousa em 1532, na Capitania de São Vicente, conforme ordens do Rei Dom João III de Portugal, em uma ilha descoberta na expedição de Gaspar de Lemos e Américo Vespúcio, em 1502, que a batizou em homenagem a São Vicente Mártir, sendo a primeira vila da América Portuguesa. Em 22 de agosto de 1532, ocorreu a primeira eleição da América, em que foram escolhidos os primeiros oficiais da Câmara, atualmente equivalente ao cargo de vereador. Dessa forma, é considerada berço da colonização portuguesa e o "berço da democracia americana", e inspirou o modelo de outras democracias, como a norte-americana.
Parte do município se estende pelo continente, em duas porções distintas: o bairro de Japuí, ligado à cidade por uma ponte construída em 1914 pelo engenheiro Saturnino de Brito no caminho que ruma à Praia Grande, e o distrito de Samaritá, que inclui também os bairros do Humaitá, Parque Continental, Parque das Bandeiras, Jardim Rio Branco, Samaritá, Vila Nova São Vicente, Vila Ema e o Quarentenário, situados ao longo da Rodovia Padre Manoel da Nóbrega, entre Cubatão, Praia Grande e os contrafortes da Serra do Mar, se estendendo até a Terra Indígena Rio Branco, na divisa com os municípios de Itanhaém e São Paulo.
Devido à sua importância histórica, política e cultural, além de suas belezas naturais e praias, cultura e culinária caiçara, é um importante destino turístico do Brasil, sendo procurada, em especial, nos setores do turismo histórico, cultural, arquitetônico, ecoturismo e o turismo de sol e praia. Anualmente, recebe mais de 2 milhões de turistas e é reconhecida como uma Estância Balneária.

## História

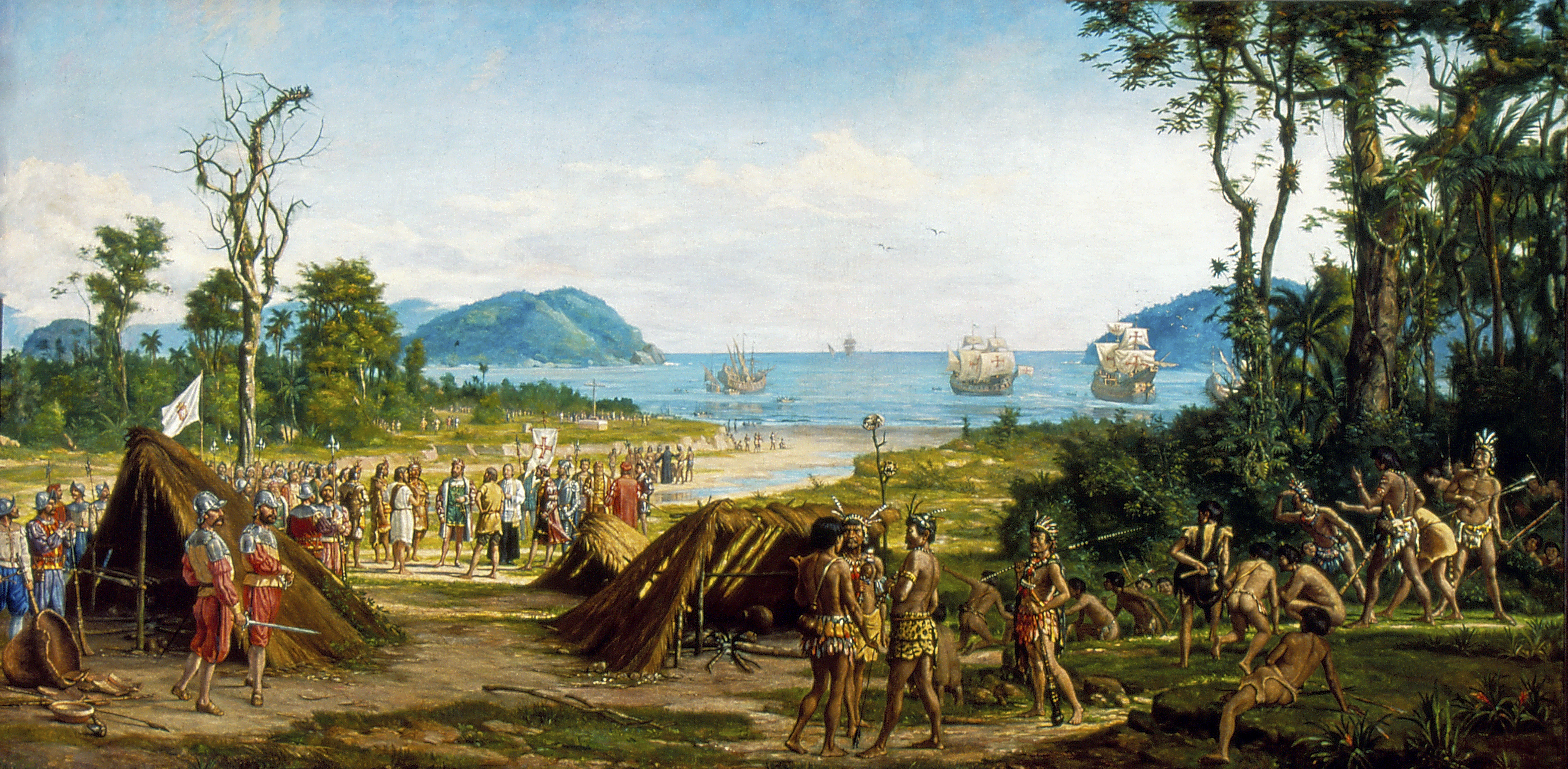
Fundação de São Vicente (Benedito Calixto)

A Ilha de São Vicente originalmente era denominada Gohayó e teve como primeiros habitantes os indígenas tapuias, expulsos para o interior por volta do ano 1000 pelos tupis, que conquistaram a região.
A Ilha de Gohayó foi descoberta em 22 de janeiro de 1502, pela expedição portuguesa comandada por Gaspar de Lemos e Américo Vespúcio, e, por ser o dia do santo mártir Vicente de Saragoça, foi batizada como Ilha de São Vicente.
Nas primeiras décadas do século XVI, existiu, onde hoje é o centro de São Vicente, um povoado, fundado pelo enigmático Bacharel de Cananeia, um degredado português que se fixou no litoral de São Paulo provavelmente entre 1498 e 1502. Em 1526, essa povoação descrita como sendo “de dez ou doze casas, uma feita de pedra com seus telhados e uma torre para defesa contra os índios no tempo de necessidade. Estão providos de coisas da terra, de galinhas de Espanha e de porcos, com muita abundância de hortaliças”. Dessa forma, o Bacharel de Cananeia pode ser considerado o verdadeiro fundador de São Vicente.
Entre 1530 e 1532, a expedição liderada pelo fidalgo português Martim Afonso de Sousa explorou a costa brasileira. No dia 22 de janeiro de 1532, Martim Afonso e um grupo de colonos portugueses desembarcaram na Ilha de São Vicente e o fidalgo ordenou ali a construção de casas, igreja, pelourinho, fortim, estaleiro e edifícios de órgãos administrativos, assim fundando a vila de São Vicente, sob oposição dos indígenas locais. Em 22 de agosto de 1532, ocorreram as primeiras eleições do continente americano, para escolher os membros da Câmara Municipal de São Vicente, motivo pelo qual a cidade é conhecida como o berço da democracia nas Américas.
"Sustentou, por espaço de três anos, contínuas guerras com os bárbaros índios carijós, guaianases e tamoios, que os conquistou apesar da oposição que neles achou, sendo-lhe necessário valer de todo o seu esforço contra a contumácia com que lhe resistiu; porque, na posse da liberdade natural, reputavam em menos as vidas que a sujeição do poder estranho; mas, vencidos em vários encontros, cedeu a rebeldia para que, com maior merecimento e glória, fundasse Martim Afonso a vila de S. Vicente".— 
Pedro Taques
Martim Afonso também introduziu a cultura canavieira na região de São Vicente, mas ela durou pouco tempo, devido às condições geográficas desfavoráveis. As primeiras cabeças de gado a chegarem ao Brasil vieram do arquipélago de Cabo Verde, em 1534, para a capitania de São Vicente.

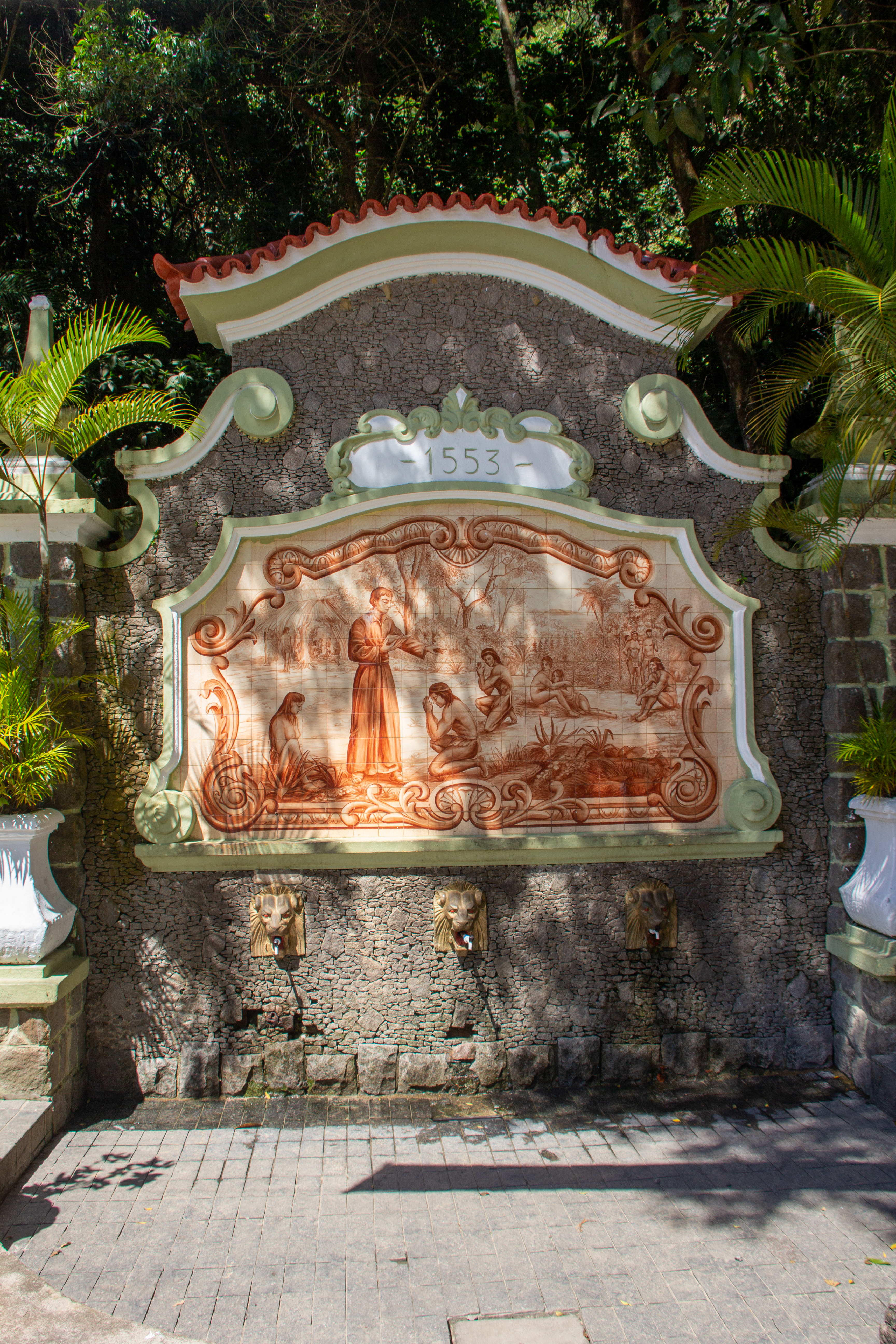
Biquinha de São Vicente

No início da colonização portuguesa, o Padre José de Anchieta contribuiu na catequização dos índios e na harmonização do povoado através do colégio vicentino. Ele ministrou suas aulas de catecismo junto à denominada "Bica da Fonte do Povoado", que, atualmente, é fonte histórica denominada afetivamente como "Biquinha".
A Guerra de Iguape ocorreu entre os anos de 1534 e 1536, na região de São Vicente. Em virtude de uma interpretação particular do Tratado de Tordesilhas, alguns espanhóis, liderados por Ruy Garcia de Moschera, instalaram-se nos arredores da província vicentina. Aliados aos índios carijós, fundaram uma vila (a I-Caa-Para) e venceram algumas batalhas contra corsários franceses. Quando as forças de defesa luso-brasileiras enfrentaram o contingente espanhol, foram prontamente derrotadas. Em contrapartida, Garcia de Moschera e seus seguidores embarcaram no navio francês e atacaram a vila de São Vicente, que saquearam e incendiaram, levando inclusive o Livro do Tombo, deixando-a praticamente destruída, matando dois terços dos seus habitantes. No entanto, em virtude das incursões sistemáticas das forças luso-brasileiras (que arregimentaram outros índios rivais, "de serra acima", cf. Donato, p. 89), os espanhóis foram forçados a se retirarem: primeiro, para a Ilha de Santa Catarina e, depois, para Buenos Aires.
No final do ano de 1541, ocorreu o pior desastre natural em São Vicente, quando uma onda gigante, um possível maremoto, danificou seriamente a vila, destruindo essa povoação, que abrigava um total de 150 habitantes. O porto, que funcionava como fonte da economia, mudou-se para onde está hoje. A Igreja Matriz, a Casa do Conselho, a Cadeia, os estaleiros, o pelourinho e inúmeras casas foram destruídos. A Vila teve que ser reconstruída um pouco mais distante do mar.
Em meados do século XVI, a vila de São Vicente entrou em decadência, o que se deve ao fracasso da cultura canavieira na região e a progresso de Santos. Com isso, muitos de seus moradores migraram para o Planalto Paulista, sobretudo para a vila de São Paulo de Piratininga, fundada pelos jesuítas em 1554.
 

Por volta de 1560, São Vicente sofreu um ataque maciço dos tamoios, os quais se aproveitaram da ausência dos homens, que haviam sido chamados para uma missão de socorro no Rio de Janeiro, e queimaram as plantações, quebraram as ferramentas e utensílios agrícolas e destruíram as fazendas.

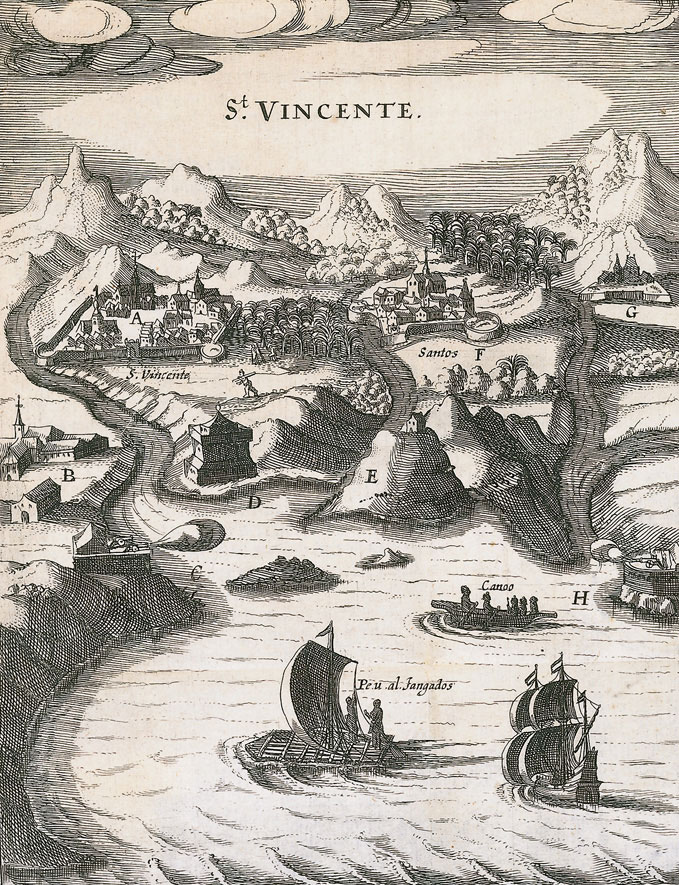
Mapa holandês de São Vicente, de 1624

Em dezembro de 1591, a São Vicente foi saqueada pelo pirata inglês Thomas Cavendish, que retornava de um ataque a Santos. Ele e seus homens roubaram e atearam fogo em diversas partes da Vila, causando enormes prejuízos. O pirata fugiu, mas um temporal o impediu de seguir viagem, ele retornou e tentou uma nova investida, porém, desta vez, a população das duas vilas estava preparada e Cavendish foi repelido.

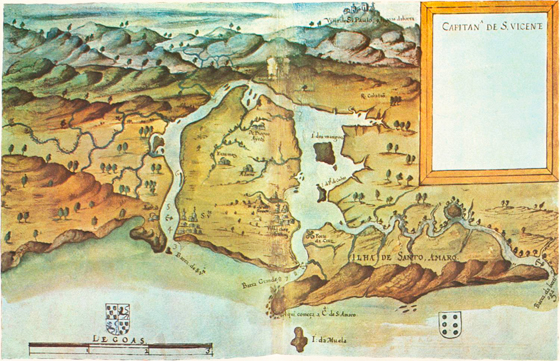
Mapa da Capitania de São Vicente em 1641

Em 1615, outro pirata atacou São Vicente. O holandês Joris van Spielbergen dividiu seus homens e, enquanto um grupo saqueava a Vila para obter alimentos, o restante dos homens invadia a vila vizinha. Os piratas ocuparam o engenho e entraram em luta com os moradores locais. Os invasores foram expulsos e a vida, aos poucos voltou ao normal.
Em 1624, devido a disputas entre os descendentes de Martim Afonso, a sede da Capitania de São Vicente foi transferida de São Vicente para Itanhaém. O berço da democracia nas Américas recuperou o título de sede da capitania em 1679, mas o perdeu para a vila de São Paulo dois anos depois.
A Lei municipal n° 31, de 31 de dezembro de 1895, concedeu a São Vicente o título de cidade.
Segundo a Enciclopédia dos Municípios Brasileiros, "São Vicente, que através dos séculos resistira a todas as vicissitudes, numa soberana vontade de sobreviver, venceu a sua própria decadência e ingressou no século XX. E aquilo que mais fortemente contribuiu para o seu declínio – a sua inadaptação para porto comercial – foi o que, aliado à suavidade do seu clima, deu impulso à urbe vicentina, transformando-a em uma das joias do nosso litoral".

## Geografia

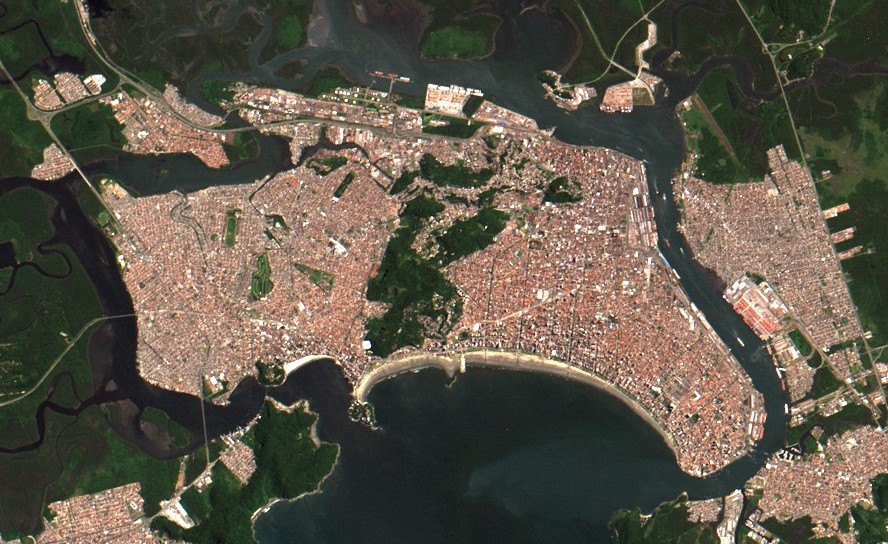
Imagem de satélite da ilha de São Vicente.

O Morro do Voturuá é um acidente geográfico explorado para a prática do voo livre, tem seu acesso a partir do Morro José Menino na divisa com Santos e permite a visão dessas cidades, além de Guarujá, Praia Grande e até Cubatão. O local, também conhecido como Morro da Asa Delta, também pode ser acessado por meio de um teleférico, localizado na orla da Praia do Itararé.

### Clima
Uma das características da região é a alta taxa de umidade relativa durante todo o ano, sempre superior a oitenta por cento. Essa taxa tão elevada resulta de intensa evaporação e das constantes inversões de massa de ar de origem polar associado ao relevo escarpado. As temperaturas médias durante o verão são em torno de 24 graus centígrados; no inverno, em torno dos dezessete graus centígrados.
| Dados climatológicos para São Vicente | Dados climatológicos para São Vicente | Dados climatológicos para São Vicente | Dados climatológicos para São Vicente | Dados climatológicos para São Vicente | Dados climatológicos para São Vicente | Dados climatológicos para São Vicente | Dados climatológicos para São Vicente | Dados climatológicos para São Vicente | Dados climatológicos para São Vicente | Dados climatológicos para São Vicente | Dados climatológicos para São Vicente | Dados climatológicos para São Vicente | Dados climatológicos para São Vicente |
| Mês                                   | Jan                                   | Fev                                   | Mar                                   | Abr                                   | Mai                                   | Jun                                   | Jul                                   | Ago                                   | Set                                   | Out                                   | Nov                                   | Dez                                   | Ano                                   |
| ------------------------------------- | ------------------------------------- | ------------------------------------- | ------------------------------------- | ------------------------------------- | ------------------------------------- | ------------------------------------- | ------------------------------------- | ------------------------------------- | ------------------------------------- | ------------------------------------- | ------------------------------------- | ------------------------------------- | ------------------------------------- |
| Temperatura máxima média (°C)         | 28,2                                  | 28,8                                  | 28                                    | 26,1                                  | 24,6                                  | 23                                    | 22,6                                  | 22,5                                  | 23,6                                  | 24,9                                  | 26,1                                  | 27                                    | 25,4                                  |
| Temperatura média (°C)                | 25,1                                  | 25,4                                  | 24,3                                  | 22,2                                  | 20,4                                  | 18,8                                  | 18,8                                  | 19,3                                  | 20,3                                  | 21,7                                  | 22,8                                  | 23,5                                  | 21,9                                  |
| Temperatura mínima média (°C)         | 22,1                                  | 22                                    | 20,7                                  | 18,4                                  | 16,2                                  | 14,7                                  | 15                                    | 16,2                                  | 17,1                                  | 18,5                                  | 19,6                                  | 20,1                                  | 18,4                                  |
| Precipitação (mm)                     | 324                                   | 318                                   | 317                                   | 229                                   | 160                                   | 110                                   | 103                                   | 101                                   | 150                                   | 231                                   | 222                                   | 286                                   | 2 551                                 |
| Fonte: Climate-Data.                  |                                       |                                       |                                       |                                       |                                       |                                       |                                       |                                       |                                       |                                       |                                       |                                       |                                       |

## Demografia

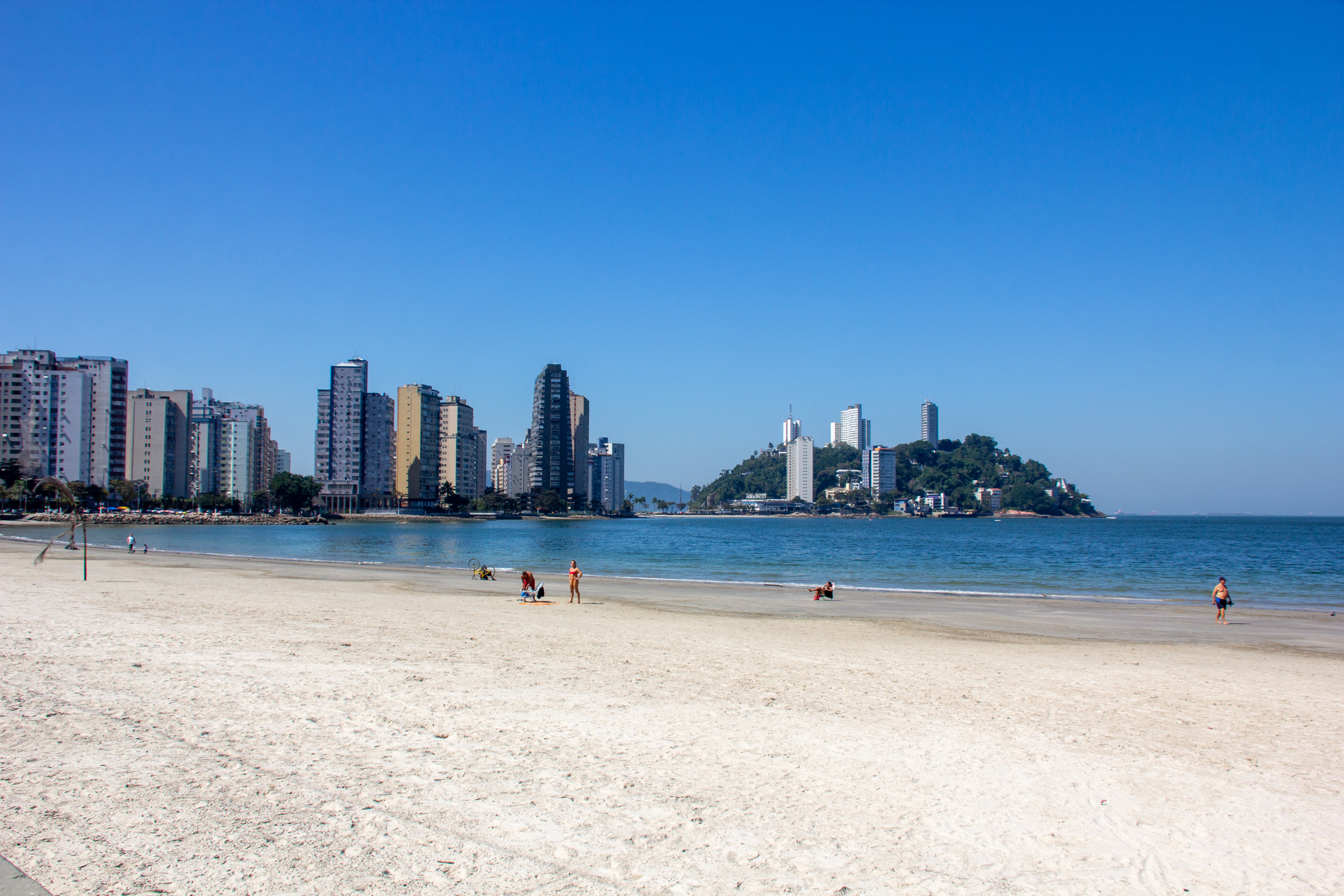
Vista da orla da cidade.

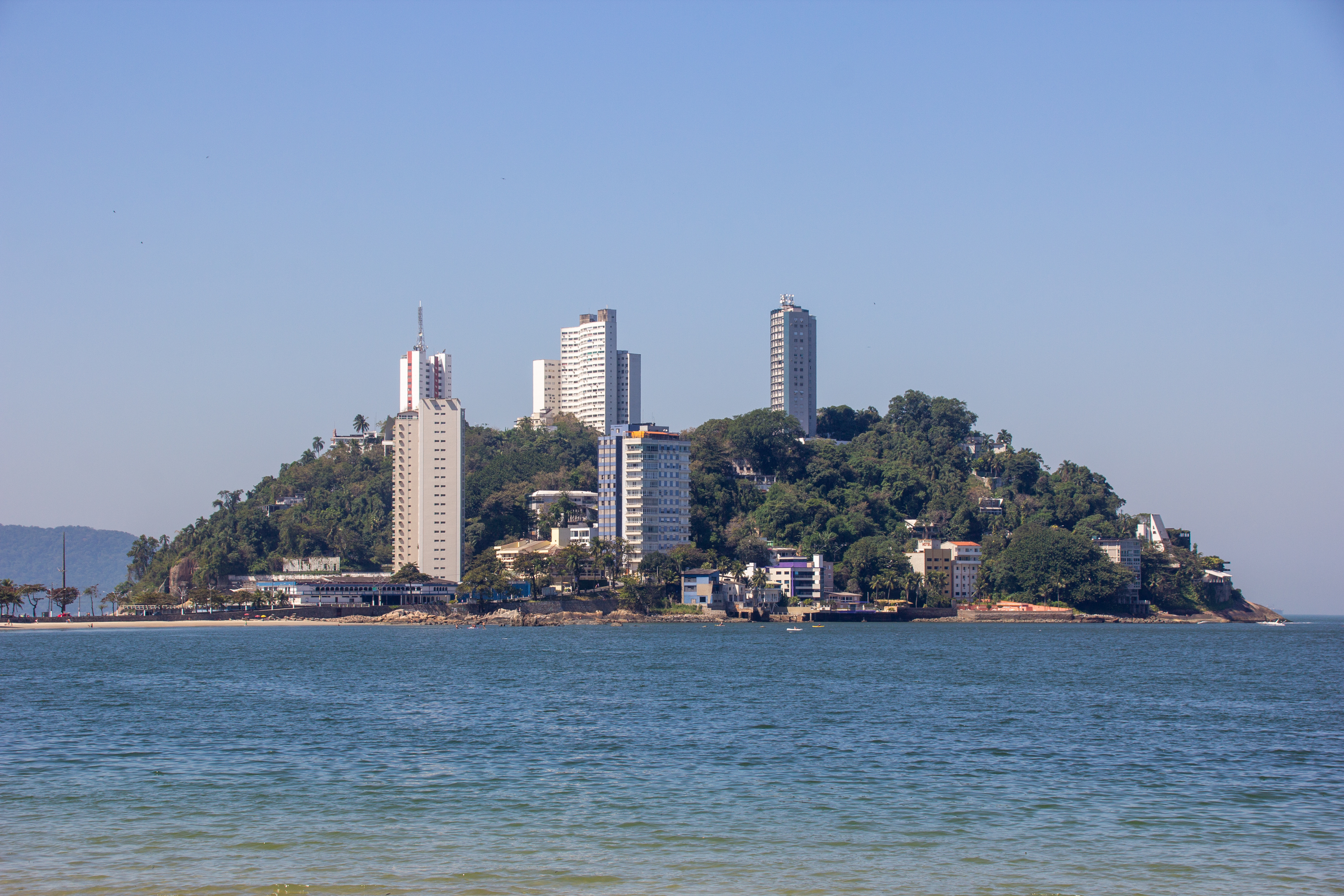
Ilha Porchat.

### População
| Crescimento populacional                             | Crescimento populacional | Crescimento populacional | Crescimento populacional |
| Ano                                                  | População Total          |                          | %±                       |
| ---------------------------------------------------- | ------------------------ | ------------------------ | ------------------------ |
| 1872                                                 | 1 593                    |                          |                          |
| 1890                                                 | 2 549                    |                          | 60,0%                    |
| 1900                                                 | 4 004                    |                          | 57,1%                    |
| 1910                                                 | 7 570                    |                          | 89,1%                    |
| 1920                                                 | 7 656                    |                          | 1,1%                     |
| 1925                                                 | 8 921                    |                          | 16,5%                    |
| 1934                                                 | 13 238                   |                          | 48,4%                    |
| 1937                                                 | 14 152                   |                          | 6,9%                     |
| 1940                                                 | 17 294                   |                          | 22,2%                    |
| 1946                                                 | 24 238                   |                          | 40,2%                    |
| 1950                                                 | 31 684                   |                          | 30,7%                    |
| 1958                                                 | 49 511                   |                          | 56,3%                    |
| 1960                                                 | 77 208                   |                          | 55,9%                    |
| 1970                                                 | 116 485                  |                          | 50,9%                    |
| 1980                                                 | 193 008                  |                          | 65,7%                    |
| 1991                                                 | 268 618                  |                          | 39,2%                    |
| 2000                                                 | 303 551                  |                          | 13,0%                    |
| 2010                                                 | 332 445                  |                          | 9,5%                     |
| 2022                                                 | 329 911                  |                          | −0,8%                    |
| Est. 2024                                            | 338 407                  | [ 33 ]                   | 2,6%                     |
| Fontes: Censos Demográficos IBGE e Estimativas SEADE |                          |                          |                          |

### Religião
O Cristianismo se faz presente na cidade da seguinte forma:
A Igreja Católica faz parte da Diocese de Santos. Entre as igrejas protestantes históricas, pentecostais e neopentecostais, encontram-se na cidade:
- Assembleia de Deus Ministério do Belém.[42][43]
- Congregação Cristã no Brasil.[44]

## Política e administração

### Cidades-irmãs
A cidade de São Vicente tem dez cidades em seis países diferentes que são consideradas suas irmãs. São elas:
- Santarém;
- Belmonte;
- Ansião;[46]
- Naha;
- Corrientes;
- Resistência;
- Havana;
- Holguín;
- Assunção;
- Zapatecas.

## Infraestrutura

### Comunicações
O sistema de telefones automáticos foi inaugurado na cidade em 1962 pela Cia. Telefônica do Litoral Paulista. Já o sistema de discagem direta à distância (DDD) foi implantado em 1974 pela Telecomunicações de São Paulo (TELESP) com o código de área (0132).
Na década de 90 o código DDD da cidade foi alterado para (013), para padronização do sistema telefônico com a telefonia celular que estava sendo implantada em todo o estado.